# 北九州高速5號線
北九州高速5號線（日语：／ Kita-Kyūshū kōsoku 5 gōsen */?）是一條連接日本福岡縣北九州市八幡東區大谷JCT與同市戶畑區牧山出入口的北九州高速道路路線。

## 連接高速道路
- 北九州高速4號線（於大谷JCT連接）
- 黑崎繞道（於東田出入口連接）

## 交流道
- 全線都在日本福岡縣北九州市內。
- 設施名稱欄的背景色為■顯示該部分設施尚未啟用。未通車路段名稱皆為臨時名稱。

| 出入口編號          | 中文設施名 | 日文設施名 | 英文設施名 | 接續路線名             | 起點起計 （公里） | 備註                       | 所在地   |
| ------------------- | ---------- | ---------- | ---------- | ---------------------- | ----------------- | -------------------------- | -------- |
| 北九州高速道路2號線 |            |            |            |                        |                   |                            |          |
|                     | 若戶JCT    |            |            | 若戶隧道               | 0.0               |                            | 戶畑區   |
| 503                 | 牧山出入口 |            |            |                        | 1.7               |                            | 戶畑區   |
| 504 505             | 枝光出入口 |            |            | 福岡縣道50號八幡戶畑線 | 4.4               |                            | 八幡東區 |
| 506                 | 東田出入口 |            |            | 國道3號（黑崎繞道）    |                   | 只限大谷方向出入口         | 八幡東區 |
| TB                  | 東田收費站 |            |            |                        |                   | 公路收費站（只限大谷方向） | 八幡東區 |
| (409)               | 大谷JCT    |            |            | 北九州高速4號線        | 6.8               |                            | 八幡東區 |

## 历史
- 2001年7月2日 : 枝光出入口至大谷出入口之間開通。
- 2010年12月15日 : 東田出入口啟用。
- 2012年9月30日 : 東田出入口可以連接國道3號黑崎繞道[2]。
- 2025年3月1日 ：牧山出入口至枝光出入口之间开通[3][4]

## 交通流量
平日24時間交通量（平成17年度道路交通調查）
- 福岡縣北九州市八幡東區大字枝光 : 4,815

## 關連條目
- 北九州高速道路
- 九州地方道路一覧

## 外部連結
- 福岡北九州高速道路公社 （页面存档备份，存于）